# Крилатица (община Кратово)
 Тази статия е за селото в Северна Македония.  За селото в България вижте Крилатица.  
Крилатица (на македонска литературна норма: Крилатица) е село в североизточната част на Северна Македония, община Кратово.

## География
Селото e разположено на 13 km северозападно от общинския център Кратово, на главния път свързващ градовете Кратово и Куманово. Селото е на 7 km южно от първокласния път София–Скопие и на 47 km изочно от град Куманово. Лежи в долината на Крива река на левия и бряг.

## История
В XIX век Крилатица е чисто българско село в Кратовска кааза на Османската империя. Според статистиката на Васил Кънчов („Македония. Етнография и статистика“) от 1900 година Крилатица има 364 жители, всички българи християни.
В началото на XX век население на селото са под върховенството на Българската екзархия. По данни на секретаря на екзархията Димитър Мишев („La Macédoine et sa Population Chrétienne“) през 1905 година в Крилатица (Krilatitza) има 448 българи екзархисти.
При избухването на Балканската война деветнадесет души от Крилатица са доброволци в Македоно-одринското опълчение.

## Личности
Родени в Крилатица
- Величко Младенов Иванов (1880 – след 1943), македоно-одрински опълченец, регистриран и като жител на съседната махала Търновац, служи в 1-ва рота на 3-а солунска дружина, носител е на орден „За храброст“ IV степен;[4] на 21 март 1943 година като жител на Търновац подава молба за българска народна пенсия; молбата е одобрена и пенсията е отпусната от Министерския съвет на Царство България[5]
- Георги Величков, български революционер, четник на Дончо Ангелов в 1914 година[6]
- Ефрем Христов, български революционер от ВМОРО, четник на Йордан Спасов[7]
- Максим Якимов, български революционер, четник на Дончо Ангелов в 1914 година[6]
- Мирон Алексов, български революционер, четник на Трайко Павлов в 1914 година[8]
- Янко Арсов, (1886 - 1918), български революционер, деец на ВМОРО